# کبوتر سرسفید
 کبوتر سرسفید (نام علمی: Columba leucomela) نام یک گونه از سرده کبوتر است.